# José Salas Alcaraz
José Salas Alcaraz (Murcia, 19 de marzo de 1897-íd, mayo de 1974) es un  compositor y director de orquesta español. Es conocido  por haber sido  el director de la Orquesta Sinfónica de la Región de Murcia y fundador de la misma, también dirigió el Orfeón murciano Fernández Caballero y la banda sinfónica de Murcia. Formó parte de diversas agrupaciones de Cámara, y formó un trío musical con el pianista José Carrasco y el violonchelista Francisco Acosta.
Fue catedrático de piano del conservatorio de Murcia y profesor de Formas Musicales. Fue académico de la Orden de Alfonso X El Sabio. Como compositor destacan entre sus obras "En la huerta de Murcia", "La huerta canta", poema sinfónico coral, compuso un minueto para la orquesta de cámara y una fantasía sobre "La alegría de la huerta" de Chueca Dejó un cuarteto inacabado y además compuso "A un ruiseñor" para coro y varias piezas para piano y banda.
En 1940, por encargo del entonces alcalde de Murcia, Agustín Virgili, compuso el Carillón del reloj de la catedral de Murcia.